# Эскадренные миноносцы типа 052
Эскадренные миноносцы типа 052 (обозначение НАТО — Luhu) — серия из двух китайских эскадренных миноносцев («Харбин» (112) и «Циндао» (113)), построенных в 1986—1996 годах. Впервые установлена буксируемая гидроакустическая станция (ГАС).

## Описание
На кораблях типа «Люйху» в носовой части размещена 100-мм артиллерийская установка (скорострельность 18 выстрелов/мин) и две ракетно-бомбовые установки, за ними установлена пусковая установка зенитного ракетного комплекса HQ-7 с 8-ю зенитными управляемыми ракетами и двумя зенитными орудиями малого калибра, посередине расположена рубка, на мачте обзорный радар, позади 2 пусковых установки с 4мя сверхзвуковыми противокорабельными ракетами, в кормовой части ангар для двух вертолётов и 2 зенитных артиллерийских комплекса. Сюда была впервые установлена буксируемая ГАС DUBV-43 (ESS-1).

## Представители серии
В июне 2002 г. был заложен, и в апреле 2003 г. спущен на воду эсминец УРО Ланчжоу (бортовой номер 170, проект 052С). Корабль был построен на верфи Цзяннань в Шанхае, и 18 июня 2004 г. включен в состав ВМС. 

### Технические характеристики
Полное водоизмещение 7 000 тонн, длина 155 м, осадка 6 м. Двигатели: два газотурбинных украинских двигателя ДА-80, общая мощность 48 600 л.с., работают на 2 вала; и два дизеля китайского производства (общая мощность 8 840 л.с. Максимальная скорость 32 узла, при скорости 15 узлов дальность плавания до 4500 миль. Экипаж 280 человек.

### Вооружение
8 противокорабельных ракет YJ-62, 48 УВП HHQ-9 (6 спереди и 2 сзади). Одна одноствольная артустановка калибром 100 мм (тип 210), 2 зенитных установки (тип 730) калибр 30 мм, 6 торпедных аппаратов 324 мм; вертолёт типа Ка-28 или Z-9 Хайтун.

### Радиоэлектронное и другое вооружение
Радиолокатор для обнаружения воздушных целей и управления ракетами с 4 фазированными антенными решётками (тип 348), радиолокатор управления огнём (тип 344, для пушки 100 мм и противокорабельных ракет), и ещё два для зенитных автоматов 30 мм (тип 347), радиолокатор ОНЦ/ОВЦ (тип 364) и гидроакустическая станция SJD-8/9..
| Название | Борт. № | Изготовитель    | На воду | В строй | Состояние |
| -------- | ------- | --------------- | ------- | ------- | --------- |
| Харбин   | 112     | Hudong-Zhonghua | 8.1991  | 7.1994  | Активен   |
| Циндао   | 113     | Hudong-Zhonghua | 10.1993 | 3.1996  | Активен   |